# سيث وليامز (لاعب كرة قدم أمريكية)
سيث وليامز (بالإنجليزية: Seth Williams)‏ هو لاعب كرة قدم أمريكية ولاعب كرة قدم كندية أمريكي، ولد في 24 أكتوبر 1986 في فاييتفيل في الولايات المتحدة.

## وصلات خارجية
- سيث وليامز على موقع JustSportsStats.com (الإنجليزية)